# E. D. Ring
E. D. Ring (* 1888 bei Cave City, Arkansas; † nach 1947) war ein US-amerikanischer Soldat, Lehrer, Schulleiter und Politiker (Demokratische Partei).

## Werdegang
E. D. Ring wurde 1888 auf einer Farm bei Cave City geboren. Über seine Jugendjahre ist nichts bekannt. Ring graduierte am Arizona State Teachers College in Tempe (Maricopa County). Nach seinem Studium arbeitete er in Kalifornien.
Während des Ersten Weltkrieges diente er im Militär. Nach dem Krieg war er wieder als Lehrer tätig und später als Principal in Laveen (Maricopa County). Anfang der 1930er Jahre wurde er Superintendent vom Maricopa County. Eines seiner Anliegen galt der Berufsausbildung. In diesem Zusammenhang reiste er im ganzen County herum und führte Diashows vor. Dadurch versuchte er bei den Kindern das Interesse für rentable Interessensschwerpunkte zu wecken.
Bei den Wahlen von 1940 wurde er zum Superintendent of Public Instruction von Arizona gewählt. Ring trat Anfang 1941 seine zweijährige Amtszeit an. Er wurde zweimal in Folge wiedergewählt und bekleidete den Posten von 1941 bis 1947. Seine Amtsperiode war vom Zweiten Weltkrieg überschattet.